# Budy Wandalińskie
Budy Wandalińskie – wieś w Polsce położona w województwie łódzkim, w powiecie łódzkim wschodnim, w gminie Brójce. Miejscowość wchodzi w skład sołectwa Stefanów. Wieś graniczy bezpośrednio z Łodzią.
W latach 1975–1998 miejscowość należała administracyjnie do ówczesnego województwa łódzkiego.